# Far L'amore
«Far L'amore» es una canción realizada por el disc jockey y productor francés Bob Sinclar con la colaboración de la cantante italiana, Raffaella Carrà, incluido en el álbum de Sinclar, Disco Crash. Es una versión remezclada del éxito de 1976, A far l'amore comincia tu, interpretada originalmente por la misma Raffaella Carrà. La compañía discográfica Yellow Productions la publicó el 17 de marzo de 2011, a través de la descarga digital. El sencillo se convirtió en un éxito en varios países de Europa y en Latinoamérica, siendo su mejor desempeño en la lista de Italia, alcanzando el puesto número seis y recibiendo el disco de platino.

## Vídeo musical
El vídeo musical que acompañó a «Far L'amore» fue estrenado en YouTube el 22 de abril de 2012. Tiene una duración total de tres minutos y cuarenta segundos.

## Lista de canciones y formatos
| Descarga digital |                                    |          |  |
| N.º              | Título                             | Duración |  |
| 1.               | «Far L'amore» (Versión para radio) | 3:02     |  |
| 2.               | «Far L'amore» (Club Mix)           | 6:24     |  |

| Formato CD - «X Energy Italy» |                                                     |          |  |
| N.º                           | Título                                              | Duración |  |
| 1.                            | «Far L'amore» (Original Radio Edit)                 | 3:02     |  |
| 2.                            | «Far L'amore» (Club Original Version)               | 6:25     |  |
| 3.                            | «Far L'amore» (Ruddeejay Remix)                     | 5:38     |  |
| 4.                            | «Far L'amore» (Nari & Milani Remix)                 | 6:04     |  |
| 5.                            | «Far L'amore» (Michael Calfan Remix)                | 5:32     |  |
| 6.                            | «Far L'amore» (Stefano Pain Vs. Marcel Booty Remix) | 5:54     |  |
| 7.                            | «Far L'amore» (Bryan Le Grand Remix)                | 6:03     |  |
| 8.                            | «Far L'amore» (Federico Scavo & NDKJ Remix)         | 5:20     |  |

## Créditos
- Bob Sinclar: productor, teclados, arreglista, instrumentación, grabación y mezcla.
- Raffaella Carrà — voz.
- Daniele Pace, Franco Bracardi — composición.
- Valerie Tribord, Marie Paule Tribord y Mery Lanzafame — Coros.
- Thomas Naïm — Guitarra.
- Iglika Gabbay Pandjarova — Instrumento de vientos.

Cita:

## Posicionamiento en listas y certificaciones
| Lista (2011–12)                      | Mejor posición |
| ------------------------------------ | -------------- |
| Alemania (Media Control AG)          | 46             |
| Austria (Ö3 Austria Top 75)          | 23             |
| Bélgica (Ultratop 50 valona)         | 7              |
| Bélgica (Ultratop 50 flamenca)       | 15             |
| Eslovaquia (Radio Top 100 Chart)     | 16             |
| España (PROMUSICAE)                  | 7              |
| Francia (SNEP)                       | 26             |
| Italia (FIMI)                        | 6              |
| Luxemburgo (Billboard Digital Songs) | 5              |
| Países Bajos (Dutch Top 40)          | 27             |
| Suiza (Schweizer Hitparade)          | 16             |

| País   | Organismo certificador | Certificación    | Ventas |
| ------ | ---------------------- | ---------------- | ------ |
| Italia | FIMI                   | Disco de Platino | 50 000 |